# Эменон (граф Пуатье)
Эменон (фр. Émenon; ок. 810 — 22 июня 866) — граф Пуатье в 828—839 годах, граф Перигора в 845—848 годах, граф Ангулема с 863 года. Скорее всего сын графа Пуатье Бернара I, брат Бернара II де Пуатье и Тюрпьона Ангулемского.

## Биография
Неизвестно, кто его назначил графом Пуатье, но вероятнее всего это был король Аквитании Пипин I.
Во время восстания сыновей императора Людовика I Благочестивого против отца (830—834 годы), Эменон выступил на стороне Пипина I, и в 830 году императрица Юдифь (жена Людовика I) была заключена на некоторое время в аббатство Сен-Круа в Пуатье. При этом часть владений Эменона, Эрбо, было передано графу Рено.
После смерти короля Пипина I Эменон присоединился к дворянам, которые провозгласили королём Пипина II. Но император Людовик вторгся в Аквитанию и взял Пуатье, проведя там Рождество. Вместо смещенного Эменона он назначил графом Рено д'Эрбо.
В 845—848 году Эменон был графом Перигора, а после гибели брата Тюрпьона в 863 году Эменон стал графом Ангулема.
Погиб он 22 июня 866 года в битве против Ландри, графа Сента.

## Браки и дети
- 1-я жена: Санча, дочь Санчо II, герцога Гаскони
  - Арно (ум.864), граф де Фезансак, герцог Гаскони в 864
- 2-я жена: дочь Эда I, графа де Труа
  - Адемар (ум. 2 апреля 926), граф де Пуатье 892—902, граф Лиможа 898
  - Адалельм (ум. 8 апреля 894), граф де Труа с 886